# 鈴木より子
鈴木 より子（すずき よりこ、1964年10月20日 - ）は、日本の声優・童謡歌手・作詞家。声優としては、ウォルト・ディズニーのアニメ映画『シンデレラ』の主人公・シンデレラの日本語吹き替えを担当している。息子はお笑いコンビ「まんざらでもねぇ」の涼平（次男）・将平（三男）。兄は作曲家の津田直士。

## 人物・経歴
童謡コンクール優秀賞受賞。剣道二段。声優、童謡歌手の他にも、作詞家、ボイストレーナー、心理カウンセラーと幅広く活動しており、また安全野菜栽培士の資格も所持している。松田トシに師事し、18歳の時にNHK「みんなのうた」にてレコードデビューを果たした。
また、息子（長男、まんざらでもねぇの兄に当たる）に発達障害があることを明らかにしており、時々講演も行っている。
兄は音楽プロデューサー・ソングライターの津田直士であり、コンサートなどで共演することもある。
1992年、東映系の企画「夢のファンタジーワールド」のメイン作品としてディズニー映画『シンデレラ』がリバイバル公開された際に、主人公・シンデレラの声優に抜擢され、シンデレラの台詞及び歌唱を務めた。
以降は同作のOVA（続編）からディズニー関連の様々な作品において、一貫してシンデレラ役を担当している。
2018年公開の『シュガー・ラッシュ:オンライン 』では、すずきまゆみ、麻生かほ里など歴代ディズニープリンセスの声優たちとも共演しており、公開記念のトークショーにおいては「本当にこんな日が来るとは思ってませんでした。最初にこの仕事をいただいたのが、うん十年前なので。そのときの私に言いたいです。『今に楽しいことが起きるわ』って」と喜びを語った。
また『シンデレラ』については「この作品を見ると、勇気がわいてきます。そして信じていれば必ず夢が叶うんだということが、自分の心の中にしみこみますので、どうかたくさんの人に見てもらいたいです」と話し、「新しいことを始められる方に、ギフトとして贈るときっと喜ばれると思います」と語っている。
2019年、2人の息子が結成しているマジックお笑いコンビ「まんざらでもねぇ」と親子ユニットBelltreeを結成し、同年10月30日にYouTubeにて「ベルツリチャンネル」を開設している。Belltreeとしてホリプロコムと業務提携。

## 歌唱作品
- 平多正於舞踊研究所
  - 鞍馬火祭り（1997年）
  - こねこのニャーニャー･キトゥンのミャウ（1997年）
  - 川中島（1998年）
  - ならんでタラッタペンギンちゃん（1999年）
  - 太陽さんの花時計（1999年）
  - 花ひらく季節（1999年）
  - マチマチ山のマーチ（1999年）
  - キラキラ万華鏡（1999年）
  - なわとびぴょんちゃん（1999年）※作詞も担当
  - 大きなおいも 小さなおいも（1999年）
  - ケロケロケロ（1999年）
  - ひよこのたまご（1999年）※井上かおりとのデュエット
  - つくろうぼくらのマップ（2000年）
  - ランチ フラッグ（2000年）
  - うさピョン音頭（2001年）
  - あめんぼ スイスイ（2001年）
  - 日本一のうどん屋さん（2001年）※作詞も担当
  - すてきなパパとママ（2001年）
  - こねずみさんちのクリスマス（2001年）※作詞も担当
  - のっけて キャリアカー（2002年）
  - すすめ! ぼくらの仮装マーチ（2003年）※作詞も担当
  - 花のメイポール（2005年）
  - コッコ体操（2005年）
  - トンカチ山の大工さん（2009年）
  - ビタビタ ビタミン ビタ軍団（2010年）※いぬいかずよ、井上かおり、八田里美とともに歌唱
  - つくしのポルカ（2010年）※作詞も担当
  - シャンプーBaby（2018年）※作詞も担当
- すばらしき世界（2004年）
- 豊年太鼓乱れ打ち（2004年）※たにぞうとのデュエット
- サンタクロースがやってくる（2006年）※タンポポ児童合唱団とともに歌唱
- サンタクロースにラブレター（2006年）
- ありがとうお母さん（2007年）※坂田おさむとのデュエット
- パタパタママ（2007年）
- みかんの花咲く丘
- サザエさん一家 ※井上かおりとデュエット
- だんご3兄弟（歌：神谷明、井上かおり）※コーラス参加

他、多数
- ディズニー
  - プリンセス・ドリーム（2016年）※シンデレラのパート及びコーラス、「if You Can Dream」の日本語版[7]

### CMソング
- 三井不動産販売「三井のリハウス」
- 住友生命
- 日本リーバ
- ロッテ「コアラのマーチ」
- パナソニック「ナショナルエアコン」
- ヤマザキ
- 小林製薬「おやすみハンドとクリーム」
- イトーキ「学習デスク」
- 日本香堂「毎日香」

他、多数

## 出演作品

### 吹き替え・アテレコ
劇場版アニメ
- シンデレラ（シンデレラ）
- シュガー・ラッシュ:オンライン（シンデレラ）[8]
- ワンス・アポン・ア・スタジオ -100年の思い出-（シンデレラ）
- ウィッシュ[9]

OVA
- シンデレラ　
  - シンデレラII　　
  - シンデレラIII　戻された時計の針
  - ディズニープリンセス プリンセスの贈りもの
  - ディズニープリンセス 魔法にかかったプリンセス
  - ミッキーのマジカル・クリスマス/雪の日のゆかいなパーティー

テレビアニメ
- ハウス・オブ・マウス（シンデレラ）
- ちいさなプリンセス ソフィア（シンデレラ）
- おさるのジョージ 第174話（挿入歌）

ゲーム
- キングダム ハーツ シリーズ（シンデレラ）　
  - キングダム ハーツ バース バイ スリープ
- Kinect: ディズニーランド・アドベンチャーズ（シンデレラ）

イベント・その他
- 東京ディズニーランド ワンス・アポン・ア・タイム（シンデレラ）
- 東京ディズニーランド イッツ・ア・スウィーツフルタイム！（シンデレラ）
- ディズニー・オン・アイス（シンデレラ）

## 作詞
- 「なにになる?」 - NHK教育テレビの番組『うたっておどろんぱ』の楽曲。番組内コーナー「なりきり道場」でもサビの部分が使用されている。